# 费尔南多·比利亚维森西奥遇刺事件

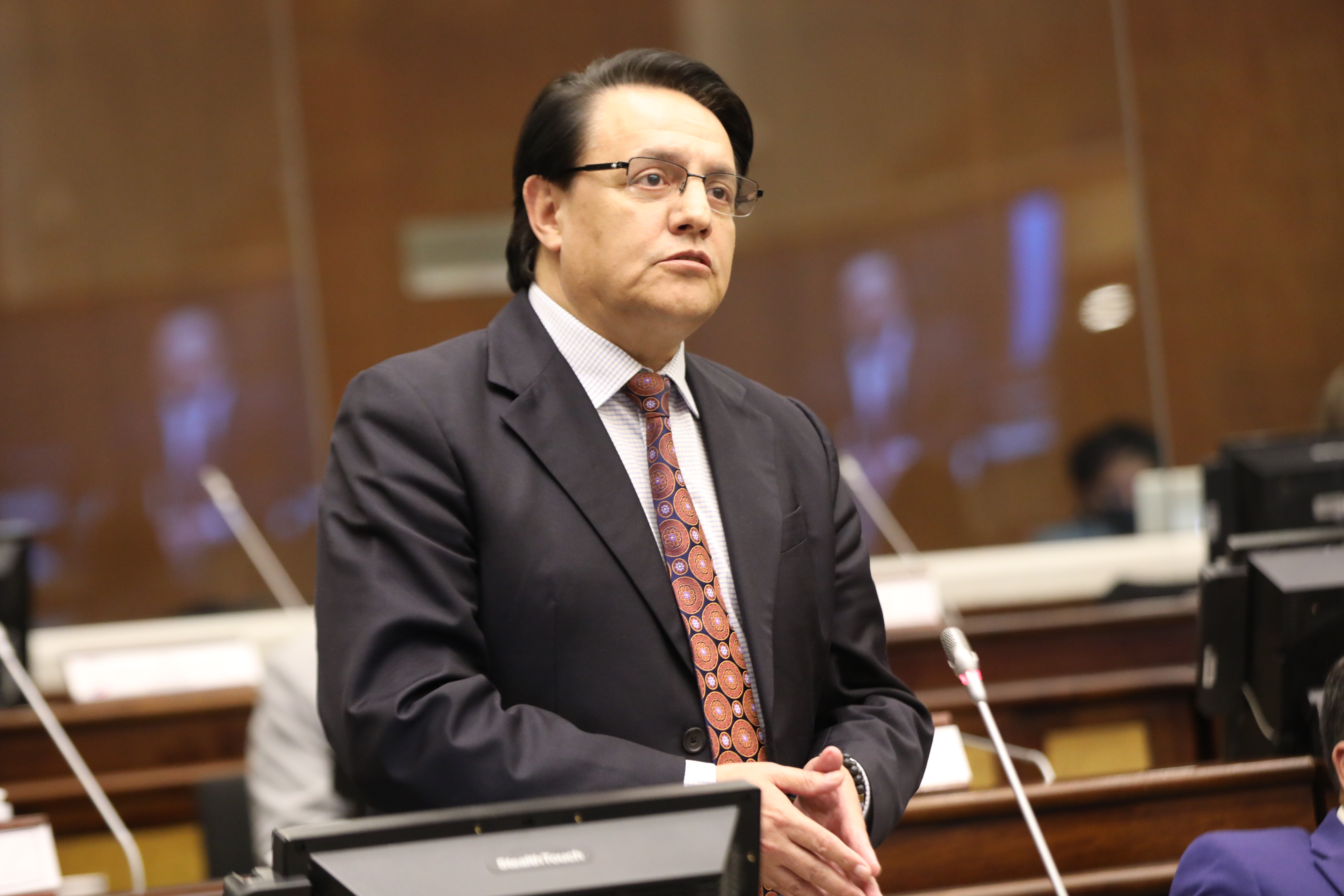
2022年4月，费尔南多·比利亚维森西奥在国会发表演说

2023年8月9日，厄瓜多尔政治人物、总统候选人费尔南多·比利亚维森西奥在离开基多的竞选集会后遭到暗杀。另有数人在袭击中受伤。这次袭击发生在2023年总统选举前11天。

## 背景
费尔南多是参加将于8月20日举行的提前选举的八名总统候选人之一。在国民议会解散之前，他是一名议员。 在7月底支持率最高的时候，民调显示，费尔南多的支持率为13.2%，排在第二位，落后于以26.6%排在第一位的前女议员路易莎。但一个月后的民调显示这一数字略有下降，他排在第三或第四位。
2022年9月，费尔南多声称自己是一起暗杀未遂事件的目标。他的竞选顾问说，在他遇刺前，费尔南多曾多次收到死亡威胁，其中一次来自锡纳罗亚贩毒集团。
《华盛顿邮报》表示，费尔南多遇刺事件发生在该国帮派暴力活动日益猖獗的时期。在一项民意调查中，超过半数的厄瓜多尔人表示，解决国家的不安全问题是他们的当务之急。

## 遇刺
2023年8月9日，大选前两周，费尔南多在基多安德森学院举行的“建设运动”政治集会上发表讲话。
当地时间下午6时20分许，费尔南多结束發言并离开。当他进入一辆由警卫包围的白色卡车时，头部中了三枪，之后紧急送往附近的一家诊所，在那里被宣布死亡。此次枪击共有9人受伤，包括1名议员候选人与2名警察。
袭击者还向费尔南多的支持者投掷了一枚没有爆炸的手榴弹。
在他的死讯被证实后不久，社交媒体上流传出了袭击视频。

## 嫌疑人
一名嫌疑人在枪战中受伤身亡。在袭击发生后的数小时内有6人被捕，缴获了一些枪支和手榴弹。
当晚，社交媒体上发布一段视频中，一个名为“Los Lobos”的犯罪团伙声称对此次袭击负责，但监控厄瓜多尔黑社会犯罪活动的非政府组织对这段视频的真实性提出质疑。
然而到了10月6日，六名嫌疑人在瓜亚基尔的滨海监狱遭到离奇杀害。

## 政府回应
总统吉列尔莫·拉索首先证实这起暗杀事件，他在Twitter上写道，他感到“愤怒和震惊”。8月10日，午夜过后不久，总统吉列尔莫·拉索向全国发表电视讲话，宣布全国哀悼3天，并在随后的60天内在全国范围内实施紧急状态，要求部署军队以支持警方的工作，并暂停一系列公民自由，如集会自由和住宅不可侵犯权。他还确认选举将于8月20日如期举行。

## 各方反应
其他候选人呼吁对犯罪问题采取更强硬的立场，包括亚古·萨贾·佩雷斯、泽维尔·埃尔瓦斯、扬·托皮克、宋鄂圖和路易莎·冈萨雷斯。佩雷斯、冈萨雷斯、托皮克和Bolívar Armijos Velasco出于尊重宣布暂停各自的竞选活动。
2023年8月10日，中国外交部发言人谴责有关袭击事件，对比利亚维森西奥遇刺表示哀悼。
2024年4月3日，墨西哥总统洛佩斯提到费尔南多·比利亚维森西奥遇刺身亡事件時，表示厄一些媒体不公正地指认另一名候选人路易莎·冈萨雷斯与此事有关联，从而影响选情。